# Gusher-Phänomen
Als Gusher-Phänomen (englisch gusher „Springquelle“) oder Drucklabyrinth wird eine Missbildung des Innenohres bezeichnet, bei welcher der Perilymphraum des Innenohres in weiter Verbindung zum Liquorraum des Gehirns steht. Das Gusher-Phänomen gehört zu den über das X-Chromosom vererbten Missbildungen.
Der auf der Flüssigkeit im Innenohr lastende Liquordruck führt zu einer Bewegungsbehinderung der Steigbügelfußplatte. Bei der Tonaudiometrie findet sich dementsprechend eine Schallleitungsschwerhörigkeit oder eine kombinierte Schwerhörigkeit. Das Tonaudiogramm ähnelt stark jenem bei der Otosklerose. Wird jedoch bei der Otoskleroseoperation das ovale Fenster und damit das Innenohr eröffnet, tritt nicht wie zu erwarten in geringer Menge Perilymphe aus, sondern im Schwall Gehirnflüssigkeit. Dieses (namensgebende) Ereignis erfordert eine entsprechende Abdichtung des ovalen Fensters und hat in der Regel eine erhebliche Schädigung der Innenohrfunktion zur Folge.
Hinweise auf das Vorliegen eines Gusher-Phänomens ergeben sich u. U. schon aus einer besonders ausgeprägten Hörstörung im Tieftonbereich und insbesondere aus einem erhaltenen Stapediusreflex. Die Vorgeschichte ergibt im Gegensatz zur Otosklerose eine seit der frühesten Kindheit bestehende Schwerhörigkeit. In der hochauflösenden Computertomographie lassen sich Veränderungen des knöchernen Labyrinths erkennen, insbesondere ein stark erweiterter innerer Gehörgang.